# Un voyeur, una inspección y una tarjeta de crédito
 Un voyeur, una inspección y una tarjeta de crédito es el sexto episodio de la primera temporada de la serie de televisión La que se avecina. Su primer pase en televisión fue en Telecinco el 27 de mayo de 2007, estrenándose con un 23,1% de cuota de pantalla y 3.724.000 espectadores.

## Argumento
Araceli toma el sol en el jardín de su casa, pero se da cuenta de que el vecino del 2ºB, Vicente Maroto, le espía por su terraza, y esto comienza a ser una situación desesperante, ya que pone celoso a Enrique, su marido, y al final Goya escucha a Enrique discutiendo con Vicente y este comienza a decir cosas negativas sobre su mujer, por lo que acaban peleados.
Hay una inspección de Hacienda en casa de Sergio, por lo que pide ayuda a Amador, y él llama a su amigo Pedro, que es inspector de Hacienda, y viene a cenar a casa de Sergio junto a su mujer Patu. Al final, acaban Sergio y Patu realizando el amor en el baño y Amador los pilla en pleno acto.
A Antonio Recio se le ha perdido la tarjeta, que se la han robado los vecinos, gastándosela en diversas cosas: en compras, en supermercados, restaurantes... y comienza a tener peligros en su dinero, por lo que se queda en bancarrota y el seguro solo le cubre 150€, cosa que a los vecinos le da mucha pena y acaban dándosela.
Leo organiza una cena con sus padres para que conozcan a Cristina, su novia. Pero Cris está harta de Leo e intenta cortar con el de todas las maneras, hasta que se le ocurre fingir que se ha acostado con el repartidor para cortar con él.

## Reparto

### Principal
- Malena Alterio como Cristina Aguilera
- Fabio Arcidiácono como Fabio Sabatani
- Ricardo Arroyo como Vicente Maroto
- Mariví Bilbao como Izaskun Sagastume
- Carlota Boza como Carlota Rivas Figueroa
- Fernando Boza como Nano Rivas Figueroa
- Beatriz Carvajal como Goya Gutiérrez
- Pablo Chiapella como Amador Rivas
- Adrià Collado como Sergio Arias
- Gemma Cuervo como Mari Tere Valverde
- Rodrigo Espinar como Rodrigo Rivas Figueroa
- Eduardo García Martínez como Fran Pastor Madariaga
- José Luis Gil como Enrique Pastor
- Eduardo Gómez Manzano como Máximo Angulo
- Macarena Gómez como Lola Trujillo
- Elio González como Eric Cortés
- Nacho Guerreros como Coque Calatrava
- Eva Isanta como Maite Figueroa
- Sofía Nieto como Sandra Espinosa
- Isabel Ordaz como Araceli Madariaga
- Guillermo Ortega como Joaquín Arias
- Antonio Pagudo como Javier Maroto
- Emma Penella como Doña Charo de la Vega
- Vanesa Romero como Raquel Villanueva
- Roberto San Martín como Silvio Ramírez
- Jordi Sánchez como Antonio Recio
- Luis Miguel Seguí como Leonardo Romaní
- Nathalie Seseña como Berta Escobar

### Extra
- Antonio Castro como el policía #1.
- Sergio Marañón como el camarero.
- Javier Ruiz Caldera como el cliente 1#.
- Carmen Cabrera como la cliente 2#.
- Antonio de la Fuente como Dr. Pellicer.
- Natalia Hernández como Patu.
- Carlos Martínez Meros como Pedro.
- Pepa Sarsa como Gloria.
- Juan Jesús Valverde como Jaime Romaní.
- José Luís Díaz como Villaroya
- Chon Si como el repartidor chino.
- Javier Tolosa como el cartero.